# Jonk
Jonk es una ciudad censal situada en el distrito de Pauri Garhwal,  en el estado de Uttarakhand (India). Su población es de 4669 habitantes (2011). Se encuentra a orillas del río Ganges.

## Demografía
Según el censo de 2011 la población de Jonk era de 4669 habitantes, de los cuales 2691 eran hombres y 1978 eran mujeres. Jonk tiene una tasa media de alfabetización del 88,56%, superior a la media estatal del 78,82%: la alfabetización masculina es del 91,88%, y la alfabetización femenina del 84%.